# Lennart Moberg (filolog)
Lennart Albert Moberg, född 13 december 1914 i Döderhult, död 25 oktober 2005 i Uppsala, var en svensk filolog.
Moberg var professor i nordiska språk vid Uppsala universitet 1960–1980. Han sysslade bland annat med Konungastyrelsen och blev ordförande i Svenska fornskriftsällskapet 1979.
Moberg invaldes 1960 till ledamot av Kungliga Gustav Adolfs Akademien. Han är begravd på Uppsala gamla kyrkogård.